# Alonso Mudarra
Alonso Mudarra (c. 1510 - Sevilha, 1 de Abril de 1580) foi um compositor e vihuelista espanhol da época do Renascimento.

## Biografia
O patronímico Mudarra era muito frequente na cidade de Valladolid, Espanha entre os séculos XV e XVI, a família Mudarra era uma das dez que dividiam os cargos municipais desde o século XIII.
Apesar da quantidade de pessoas com o patronímico "Mudarra" em Valladolid, não há registros de que Alonso Mudarra teria nascido na cidade. O que se sabe é que fora criado na cidade de Guadalajara nas propriedades do Duque de Infantado, Diego Hurtado de Mendoza, onde se educou e se dedicou ao estudo da vihuela. Alonso teve quatro irmãos; Francisco, Ana, Catalina e Ysabel.
Após ser educado musicalmente, passou a prestar serviços ao Duque de Infantado como pajem e vihuelista entre 1523 e 1531 com um salário de 10 mil maravedis.
Alonso participou da comitiva de Carlos I a Bolonha, Itália, no ano de 1529, ao lado do IV duque de Infantado, Iñigo Lopez de Mendoza.
Em 1531, morre Diego Hurtado de Mendoza, III duque de Infantado, e, em 1532, Alonso Mudarra é dispensado dos serviços de vihuelista dos músicos da casa do duque, uma vez que o herdeiro deste já possuía seus próprios músicos. Volta a ser contratado em 1537 e permanece no cargo até 1543.
Já em Sevilha, em 1546, Alonso Mudarra publicou sua obra mestra; Tres libros de música en cifra para vihuela e ordenou-se padre na Catedral de Sevilha, com auxílio de seu irmão Francisco que era padre e fora nomeado procurador da catedral em Roma.
Em 1559 foi nomeado presidente da Capela de Nossa Senhora da Antigua, a capela mais importante da Catedral de Sevilha e, em 1568, ficou responsável por diversos afazeres na Catedral, desde compras até encarregar-se das reformas.
Alonso Mudarra faleceu em uma sexta-feira, 1º de abril de 1580.

## Obra

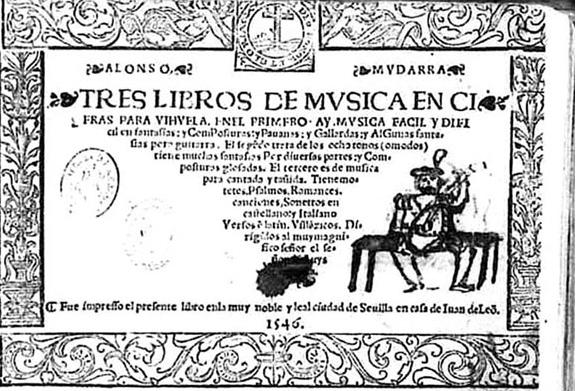
Capa da obra Tres libros de música en cifra para vihuela, de 1546.

As composições de Alonso Mudarra estão registradas e distribuídas em três livros ou cadernos de música para vihuela, guitarra e canto acompanhado por vihuela, nos quais o autor discorre sobre as três principais formas de tocar vihuela: a adaptação de obras vocais ao instrumento; a composição musical e o acompanhamento.

### Primeiro livro
Aqui figuram dez fantasias, entre pavanas, galhardas e romanescas e arranjos de peças do compositor francês Josquin des Prez.

### Segundo livro
O segundo livro contém diversos tientos, uma espécie de ricercar, sendo um para cada tom musical.

### Terceiro livro
O terceiro é dedicado ao canto acompanhado pela vihuela.